# راپاکورونیوم برماید
راپاکورونیوم برماید (انگلیسی: Rapacuronium bromide) یک مسدودکننده عصبی-عضلانی آمینواستروئیدی با اثر سریع و غیر دپلاریزان است که قبلاً در بیهوشی مدرن برای کمک و فعال کردن لوله گذاری داخل تراشه استفاده می شد، که اغلب برای کمک به تهویه کنترل شده بیماران بیهوش در طول جراحی و گاهی اوقات در مراقبت های ویژه ضروری است. به عنوان یک عامل غیر دپلاریزان، باعث تحریک اولیه عضلات قبل از تضعیف آنها نمیشود.